# Gąsiorów (powiat jarociński)
Gąsiorów (też: Gąsiorowo) – osada w Polsce położona w województwie wielkopolskim, w powiecie jarocińskim, w gminie Żerków. Miejscowość wchodzi w skład sołectwa Szczonów.
W latach 1975–1998 miejscowość należała administracyjnie do województwa kaliskiego.
Urodził się tutaj Henryk Struve, polski filozof i estetyk, encyklopedysta.